# START-PROF
PASS/START-PROF é um software de análise de tensão de tubulações desenvolvido pela PSRE Co. (NTP Truboprovod) e faz parte das famílias de aplicativos PASS Suite. O software fornece análise abrangente de tensão, flexibilidade, estabilidade e resistência à fadiga do tubo com cálculos de dimensionamento relacionados e é executado na plataforma Microsoft Windows.

## Indústrias
PASS / START-PROF é amplamente utilizado nas seguintes indústrias: Óleo e gás, Geração de energia, Aquecimento urbano, Processo
Química, Metalurgia, Outras Indústrias

## Tipos de tubulação
O software é projetado para realizar a análise de tensão dos seguintes tipos de tubulação:
- Tubulação acima do solo
- Tubulações enterradas
- Tubulação de vácuo
- Tubulação revestida
- Tubulação criogênica de baixa temperatura
- Tubulação de alta pressão
- Tubulação de alta temperatura com efeitos de relaxamento de fluência e estresse
- Tubulação Plástica
- Tubulação FRP, GRP, GRE
- Tubulação de material não ferroso
- Tubulação com isolamento de poliuretano

## Tipos de análise
PASS/START-PROF realiza o seguinte tipo de análise:
- Análise estática para expansões térmicas e cargas de peso
- Vento, espetáculo, gelo, análise de carga sísmica
- Suspensão de mola variável e constante e seleção automática de suporte do banco de dados
- Análise de carga do bico da bomba
- Análise de carga do bocal do compressor
- Análise de carga do bico da turbina a vapor
- Análise de carga do bico do vaso de pressão e consideração da flexibilidade do casco do vaso
- Análise de carga do bico do tanque e consideração da flexibilidade do reservatório do tanque
- Análise de carga do aquecedor acionado
- Análise de carga do bico trocador de calor resfriado a ar
- Análise de vazamento de flange
- Análise de dutos subterrâneos
- Análise de propagação de ondas sísmicas
- Análise do movimento da âncora sísmica
- Subsidência do solo, deslizamento de terra, levantamento de gelo, análise de cruzamento de falha sísmica
- Análise de muitos modos de operação com temperatura, pressão e outros parâmetros diferentes
- Cálculo da espessura da parede de tubos e conexões
- Temperatura mínima de projeto para cálculo de teste de impacto (MDMT)
- Cálculo de curvatura térmica
- Análise de martelo de água (integração PASS / HYDROSYSTEM Package)
- Cálculo do fator de ruptura de fluência
- Análise de Junta de Expansão
- Análise da força de impulso da válvula de alívio
- Análise de Forças de Fluxo Slug
- Análise de estabilidade da parede do tubo sob pressão externa, cargas compressivas e momentos de flexão
- Análise de Flambagem de Upheaval do Pipeline
- Dobra do anel da parede do tubo sob pressão do solo e cálculo de carga externa usando FEA não linear integrado
- Efeito Bourdon de rotação e translação para curvas

## Capacidades não-lineares
Os recursos não lineares PASS / START-PROF incluem:
- Lacunas
- Atrito
- Restrições unilaterais
- Varas Rotativas
- Melhoria Automática de Convergência de Modelos
- Análise de caso de carga de acompanhamento do estado frio após o resfriamento do sistema de tubulação

## Integração
Capacidades de integração:
| Software               | Comment             |
| ---------------------- | ------------------- |
| PASS/HYDROSYSTEM       | Importar e exportar |
| HEXAGON CAESAR II      | Importar e exportar |
| Bentley AutoPIPE       | Importar e exportar |
| AVEVA PDMS/E3D/MARINE  | Importar e exportar |
| OpenPlant              | Importado de        |
| Bentley AutoPLANT      | Importado de        |
| SmartPlant Isometrics  | Importado de        |
| HEXAGON CADWorx        | Importado de        |
| Smart 3D               | Importado de        |
| SmartPlant 3D          | Importado de        |
| PLANT 4D               | Importado de        |
| Autodesk AutoCAD       | Exportar para       |
| Autodesk REVIT         | Importado de        |
| Formato PCF            | Importar e exportar |
| Formato Neutro Próprio | Importar e exportar |

## Suportados tubulação e do encanamento códigos
O software PASS / START-PROF realiza a análise de tensão de acordo com os seguintes códigos:
| CÓDIGO                                       | Data de emissão   | País           | Tipo de Tubulação |
| -------------------------------------------- | ----------------- | -------------- | --- |
| ASME B31.1-2018                              | Julho de 2018     | EUA            | Tubulação de energia |
| ASME B31.3-2018 + Ch.IX                      | Janeiro de 2019   | EUA            | Tubulação de processo |
| ASME B31.4-2019 + Ch.IX, XI                  | Novembro de 2019  | EUA            | Sistemas de transporte por dutos para líquidos e polpas |
| ASME B31.5-2016                              | Junho de 2016     | EUA            | Componentes de tubulação de refrigeração e transferência de calor                                                                                                |
| ASME B31.8-2018 + Ch.VIII                    | Novembro de 2018  | EUA            | Sistemas de tubulação de transmissão e distribuição de gás |
| ASME B31.9-2017                              | Outubro de 2017   | EUA            | Tubulação de serviços de construção |
| ASME B31.12-2014                             | Fevereiro de 2015 | EUA            | Tubulação e dutos de hidrogênio |
| ASME B31J-2017 Errata 11 de setembro de 2017 | Setembro de 2017  | EUA            | Fatores de intensificação de tensão, fatores de flexibilidade e sua determinação para componentes de tubulação metálica                                          |
| EN 13480-2017                                | Junho de 2017     | European Union | Tubulação Industrial Metálica |
| EN 13941-2019                                | Abril de 2019     | European Union | Tubos de aquecimento urbano - Projeto e instalação de sistemas de tubos simples e duplos com isolamento térmico para redes de água quente diretamente enterradas |
| CSA Z662-19 + Ch.11                          | Junho de 2019     | Canada         | Sistemas de oleoduto e gás |
| BS PD 8010:2015                              | Março de 2015     | UK             | Sistemas de dutos |
| ISO 14692-3:2002/Cor 1:2005                  | Outubro de 2005   | International  | Tubulação de plástico reforçado com vidro (GRP) |
| ISO 14692-3:2017                             | Agosto de 2017    | International  | Tubulação de plástico reforçado com vidro (GRP) |
| DL/T 5366-2014                               | Junho de 2014     | China          | Tubulação de energia |
| GB 50251-2015                                | Fevereiro de 2015 | China          | Gasodutos |
| GB 50253-2014                                | Junho de 2014     | China          | Oleodutos |
| GB/T 20801-2006                              | Junho de 2007     | China          | Tubulação de processo |
| GB 50316-2008                                | Janeiro de 2008   | China          | Tubulação Industrial Metálica |
| CJJ/T 81-2013                                | Julho de 2013     | China          | Redes de aquecimento urbano |
| RD 10-249-98                                 | Agosto de 1998    | Russia         | Tubulação de energia |
| RD 10-400-01                                 | Fevereiro de 2001 | Russia         | Redes de aquecimento urbano |
| GOST R 55596-2013                            | Outubro de 2013   | Russia         | Redes de aquecimento urbano |
| GOST 32388-2013                              | Agosto de 2014    | Russia         | Tubulação de processo. Tubulação HDPE |
| SNIP 2.05.06-85 Cor 3                        | Novembro de 1996  | Russia         | Tubulação de transmissão de gás e óleo |
| SP 36.13330.2012                             | Julho de 2013     | Russia         | Tubulação de transmissão de gás e óleo |
| GOST Р 55989-2014                            | Dezembro de 2014  | Russia         | Tubulações de aço para pressão superior a 10 MPa |
| GOST Р 55990-2014                            | Dezembro de 2014  | Russia         | Pipelines de campo |
| SP 284.1325800.2016                          | Junho de 2017     | Russia         | Pipelines de campo |
| SP 33.13330.2012                             | Janeiro de 2013   | Russia         | Dutos de aço |

## Códigos de equipamentos
Flexibilidade do bico do equipamento, tensão do bico e cargas permitidas do bico calculadas de acordo com os seguintes códigos:
| CÓDIGO                   | Data de emissão   | Tipo de equipamentos |
| ------------------------ | ----------------- | --- |
| PD 5500:2018 7ª edição   | 2018              | Especificação para vasos de pressão soldados por fusão sem queima                                                             |
| WRC 297                  | Setembro de 1987  | Tensões locais em reservatórios cilíndricos devido a cargas externas nos bicos - suplemento ao boletim WRC nº 107 (revisão I) |
| WRC 537 / WRC 107        | Agosto de 2013    | Tensões locais em cascas esféricas e cilíndricas devido a cargas externas                                                     |
| API 610 11ª Edição       | Setembro de 2010  | Bombas centrífugas para indústrias de petróleo, petroquímica e gás natural                                                    |
| API 617 8ª Edição        | Setembro de 2014  | Compressores axiais e centrífugos e compressores expansores                                                                   |
| API 560 5ª Edição        | Fevereiro de 2016 | Aquecedores para serviço geral de refinaria                                                                                   |
| API 661 7ª Edição        | Julho de 2013     | Indústrias de petróleo, petroquímica e gás natural - trocadores de calor resfriados a ar                                      |
| API 650 12ª Edição       | Março de 2013     | Tanques soldados para armazenamento de óleo                                                                                   |
| EN ISO 9905:1998+A1:2011 | Julho de 2011     | Especificações técnicas para bombas centrífugas - Classe I                                                                    |
| EN ISO 5199:2002         | Outubro de 2003   | Especificações técnicas para bombas centrífugas - Classe II                                                                   |
| NEMA SM23 R2002          | 2002              | Turbinas a vapor para serviço de acionamento mecânico                                                                         |

## Vento, neve, gelo, códigos sísmicos
O vento, neve, gelo e carga sísmica calculados de acordo com os seguintes códigos:
| CÓDIGO                                                                                                 | Data de emissão   | País           |
| --- | ----------------- | -------------- |
| IBC 2012                                                                                               | Junho de 2011     | Internacional  |
| UBC 1997                                                                                               | Fevereiro de 1997 | Internacional  |
| ASCE 7-16                                                                                              | 2017              | EUA            |
| EN 1991-1-4:2005+A1:2010                                                                               | Janeiro de 2011   | União Européia |
| NBC 2010                                                                                               | Novembro de 2010  | Canadá         |
| KBC 2016                                                                                               | 2016              | Coréia         |
| GB 50009-2012                                                                                          | Outubro de 2012   | China          |
| IS.875.3.1987                                                                                          | Novembro de 1998  | Índia          |
| AZ/NZS 1170.2:2011                                                                                     | Junho de 2002     | Nova Zelândia  |
| NBR 06123-1988                                                                                         | Junho de 1988     | Brasil         |
| BS 6399-2                                                                                              | Junho de 1997     | Grã-Bretanha   |
| CNS | Janeiro de 2015   | Taiwan         |
| NSR-10                                                                                                 | Março de 2010     | Colômbia       |
| CFE 2008                                                                                               | Dezembro de 2008  | México         |
| SP 20.13330.2016                                                                                       | Junho de 2017     | Rússia         |
| TKP EN 1991-1-4 2009                                                                                   | 2009              | Bielo-Rússia   |
| EN 1991-1-3:2003+A1:2015                                                                               | Dezembro de 2015  | União Européia |
| GB 50135-2006                                                                                          | Dezembro de 2006  | China          |
| ASCE 2001 Diretrizes ASCE 2001 para o projeto de tubos de aço enterrados (American Lifelines Alliance) | 2001              | EUA            |
| GB 50032-2003                                                                                          | 2003              | China          |
| GB 50011-2010                                                                                          | 2010              | China          |
| SNiP II-7-81*                                                                                          | Janeiro de 1996   | Rússia         |
| SP 14.13330.2018                                                                                       | Novembro de 2018  | Rússia         |
| NP-031-01                                                                                              | Outubro de 2001   | Rússia         |

## Suporta variáveis de Primavera e cabides
Suportes e ganchos de mola variável selecionados automaticamente de acordo com os seguintes códigos:
| CÓDIGO / Fabricante       | Data de emissão  |
| ------------------------- | ---------------- |
| BIGORNA                   | 2016             |
| Pipe Supports Ltd.        | 2005             |
| Carpenter & Paterson Ltd. | 2010             |
| LISEGA                    | Setembro de 2016 |
| WITZENMANN                | 2015             |
| China power               | 2010             |
| NB/T 47039-2013           | 2013             |
| SEONGHWA                  | 2018             |
| OST 108.764.01-80         | 1980             |
| OST 24.125.109-01         | 2001             |
| MVN 049-63                | 1963             |
| MN 3958-62                | 1962             |

## Apoia esforço constante de Primavera e cabides
Suportes e ganchos de mola de esforço constante selecionados automaticamente de acordo com os seguintes códigos:
| CÓDIGO / Fabricante       | Data de emissão |
| ------------------------- | --------------- |
| BIGORNA                   | 2016            |
| Pipe Supports Ltd.        | 2005            |
| Carpenter & Paterson Ltd. | 2010            |
| WITZENMANN                | 2015            |
| SEONGHWA                  | 2018            |
| NB/T 47038-2013           | 2013            |

## Databases
Software include the following databases:
- Material Physical Properties
- Variable Springs
- Constant Springs
- Soil Physical Properties
- Insulation Weights
- Expansion Joint Properties: Axial, Rotation, Universal, Untied
- Pipes
- Bends
- Tees
- Reducers
- Insulation Jacket: LOGSTOR, ISOPLUS, POWERPIPE, +GF+ Urecon, INPAL (Solice), HTN, Chinese National Standard, GOST 30732

## Analysis Results
Software deliver the following pipe stress analysis results:
- Stress in Pipe, Bend, Tee, Reducer. Creep Rupture Factor (ASME B31.3 Appendix V)
- Stress in Insulation
- Stress in Plain and Volumetric Flaws
- Load on Supports Check
- Loads on the Equipment Check: Pump, Compressor, Turbine, Air Cooler, Fired Heater, Vessel Nozzle, Tank Nozzle
- Flange Leakage Check
- Node Displacements
- Expansion Joint Deformation Check
- Internal Forces and Moments
- Variable Spring Selection
- Constant Spring Selection
- Local Buckling Check
- Minimum Design Temperature for Impact Test Calculation (MDMT)
- Piping Deformed Shape
- Stress Color Diagram in 3D

## História
PASS / START-PROF foi criado em 1965 para o computador mainframe Minsk-22 , o nome do software era "ST-1", "ST-1М" e os autores eram V. Magalif, E. Shapiro.
Em 1969 começaram as entregas oficiais PASS / START-PROF para outras organizações. Em 1972, o programa foi reescrito
para o computador mainframe Minsk-32 . Em 1972, o programa foi reescrito para o computador mainframe ES-1040 . Em 1992, o programa foi reescrito para o MS-DOS. Em 2000, o programa foi reescrito para o sistema operacional Microsoft Windows, autores V. Magalif, E. Shapiro, A. Bushuyev, A. Matveev. De 2000 até agora, o software PASS / START-PROF se tornou o padrão da indústria na Rússia, Cazaquistão, Bielo-Rússia e outros países para análise de tensão em tubos com mais de 2.000 usuários de empresas.
A partir do ano 2018, a marca mundial "PASS Suite" foi criada e o software renomeado para "PASS / START-PROF". Em 2017-2019, a interface do usuário do software foi traduzida para o chinês e o inglês. Códigos ASME, EN, CAN, BS, GB adicionados.

## Produtos relacionados
Outros produtos da família PASS Suite:
- PASS/HYDROSYSTEM - Seleção de diâmetro, análise térmica e hidráulica de regime permanente e fluxo transiente em sistemas de tubulação de qualquer complexidade, incluindo redes com loops[10]
- PASS/NOZZLE-FEM - Análise de elementos finitos de bicos de vasos com o propósito de estimar sua tensão, rigidez, fatores de intensificação de tensão e cargas admissíveis[11]
- PASS/EQUIP - análise de resistência e estabilidade para vasos horizontais e verticais, colunas, tanques de armazenamento, bem como concha, tubo e trocadores de calor resfriados a ar [[12]